# Сухейль Бен Барка
Сухейль Бен Барка (араб. سهيل بنبركة; нар. 25 грудня 1942, Тімбукту, Французький Судан) — марокканський режисер, сценарист та продюсер.

## Життєпис
Народився 25 грудня 1942 року у місті Тімбукту, Французький Судан (нині Малі) в родині заможного купця-марокканця і його дружини-ліванки. У 16-річному віці переїхав до Марокко, де вивчав математику. Пізніше навчався в Експериментальному кіноцентрі у Римі, після чого працював асистентом на зйомках фільмів Пазоліні «Євангеліє від Матвія» (1964) і «Цар Едіп» (1967) та знімав документальні телепередачі для компанії RAI.
1973 року створив свій перший повнометражний ігровий фільм «Тисяча і одна рука» на тему експлуатації майстрів килимарства, удостоєний головної премії Фестивалю кіно та телебачення країн Африки в Уагадугу. Його наступний фільм — політичний детектив «Війни за нафту не буде» (1975) брав участь в конкурсній програмі 9-го Московського міжнародного кінофестивалю. 1980 року вийшла його стрічка «Криваве весілля» за однойменною п'єсою Гарсія Лорки, дію якої перенесено до Марокко. 1983 року його фільм «Амок» (1982), в якому викривалася політика апартеїду та расизму у ПАР, здобув головний приз 13-го Московського міжнародного кінофестивалю.
У 1986—2003 роках — директор Марокканського кіноцентру (CCM).
1987 року був членом журі 15-го Московського міжнародного кінофестивалю.
1990 року разом з узбеком Учкуном Назаровим виступив режисером масштабної історичної драми «Битва трьох королів» спільного виробництва СРСР, Італії, Іспанії та Марокко.

## Фільмографія

### Режисер та сценарист
- 1973 — Тисяча і одна рука (фр. Les mille et une mains)
- 1975 — Війни за нафту не буде (фр. La guerre du pétrole n'aura pas lieu)
- 1980 — Криваве весілля (фр. Noces de sang)
- 1982 — Амок (фр. Amok)
- 1990 — Битва трьох королів (рос. Битва трёх королей)
- 1996 — Тінь фараона (фр. L'ombre du pharaon)
- 2002 — Коханці Могадора (фр. Les amants de Mogador)
- 2019 — Халіфська мрія (фр. De Sable et de Feu)

### Продюсер
- 1981 — Транси (документальний) (фр. Trances), співпродюсер.
- 1983 — Слова, щоб сказати (фр. Les mots pour le dire), виконавчий продюсер.
- 1991 — Удар блискавки (телесеріал) (фр. Coup de foudre), виконавчий продюсер.
- 1995 — Соломон і цариця Савська (телефільм) (англ. Solomon & Sheba), асоційований продюсер.
- 1995 — Раб мрії (телефільм) (англ. Slave of Dreams), асоційований продюсер.
- 1999 — Час для кохання (італ. Il tempo dell'amore), асоційований продюсер.
- 2002 — Коханці Могадора (фр. Les amants de Mogador), продюсер.
- 2019 — Халіфська мрія (фр. De Sable et de Feu), продюсер.

## Нагороди та номінації
Фестиваль кіно та телебачення країн Африки в Уагадугу
- 1973 — Премія Étalon de Yennega (Тисяча і одна рука).

Московський міжнародний кінофестиваль
- 1975 — Номінація на Золотий приз (Війни за нафту не буде).
- 1983 — Золотий приз (Амок).

Міжнародний кінофестиваль у Вальядоліді
- 1978 — Номінація на премію Золотий колос за найкращий фільм (Криваве весілля).